# Xanthocercis
Xanthocercis es un género de plantas con flores con tres especies, perteneciente a la familia Fabaceae.
Las especies nativas tiene una gama que abarca Malaui, Mozambique, Sudáfrica, Zambia y Zimbabue, donde se le llama mashatu.

## Especies
- Xanthocercis madagascariensis Baill. - Madagascar[1]
- Xanthocercis rabiensis Maesen[2]
- Xanthocercis zambesiaca (Baker) Dumaz-le-Grand (Mashatu tree) - Malaui, Mozambique, Sudáfrica, Zambia y Zimbabue.[3]

## Sinonimia
- Pseudocadia [Harms]